# Rodrigo Pérez-Alonso González
Rodrigo Pérez-Alonso González (Ciudad de México, 3 de junio de 1978) es un abogado, columnista y político mexicano. Fue diputado federal en la LXI Legislatura del Congreso de la Unión, donde presidió la Comisión Especial de Acceso Digital  y en el sector privado como director general de la Cámara Nacional de Aerotransportes (CANAERO).

## Biografía
Estudió Derecho en el Instituto Tecnológico Autónomo de México, tiene una maestría en Políticas Públicas por el University College de Londres. Trabajó en diversos despachos jurídicos como abogado en las áreas de propiedad intelectual, litigio administrativo y de amparo.
Entre 2009 y 2012, fue diputado federal por el Partido Verde Ecologista de México en la LXI Legislatura, donde presidió la Comisión Especial de Acceso Digital y se desempeñó como secretario en la Comisión de Economía. 
Desde 2010 es columnista en las secciones de Opinión y Dinero del periódico Excélsior, y ha tenido espacios de opinión semanal en Imagen Radio, Excélsior TV y diversos medios de comunicación. Como panelista ha participado en eventos organizados por el Foro Económico Mundial y Harvard Business Review, entre otros.
Participó en el equipo de transición del presidente Enrique Peña Nieto. En junio de 2012 publicó el libro Una Agenda Digital: Tecnologías de la Información y Comunicación en México junto con Ernesto Piedras Feria. En 2013 fue reconocido por el World Economic Forumcomo como Lider del futuro.
Hasta mayo de 2019, se desempeñó como director general de la Cámara Nacional de Aerotransportes (CANAERO). Durante su gestión, concretó la afiliación de ocho nuevos miembros a la CANAERO. Asimismo, participó en negociaciones en representación de la industria de transporte aéreo para la construcción del Nuevo Aeropuerto Internacional de México (NAIM) y la liberalización del mercado de combustibles. Anteriormente, se desempeñó como Director de Planeación y Evaluación Financiera en Telecomm-Telégrafos, así como Director de Asuntos Regulatorios en Televisa Corporación.

## Controversias
En septiembre de 2020, surgió una controversia con la senadora Citlalli Hernández a causa de una publicación realizada por Pérez-Alonso en su cuenta de Twitter donde hacia alusión en manera de burla al aspecto físico de la senadora. En respuesta,  la Universidad Iberoamericana lo separó de su cargo de profesor en todas sus asignaturas de la carrera de Derecho, al calificar el comentario de Pérez-Alonso como "ofensivo y denigrante contra la Senadora". Posteriormente, Pérez-Alonso ofreció una disculpa pública en su cuenta de Twitter por los comentarios realizados.